# Reprezentacja Szwecji w hokeju na trawie kobiet
Reprezentacja Szwecji w hokeju na trawie kobiet - żeńska reprezentacja narodowa w tej dyscyplinie.

## Osiągnięcia

### Igrzyska olimpijskie
- 1980-2024 nie uczestniczyła

### Mistrzostwa świata
- 1974-2022 nie uczestniczyła

### Mistrzostwa Europy
- 1995 - 12. miejsce